# Resours-P

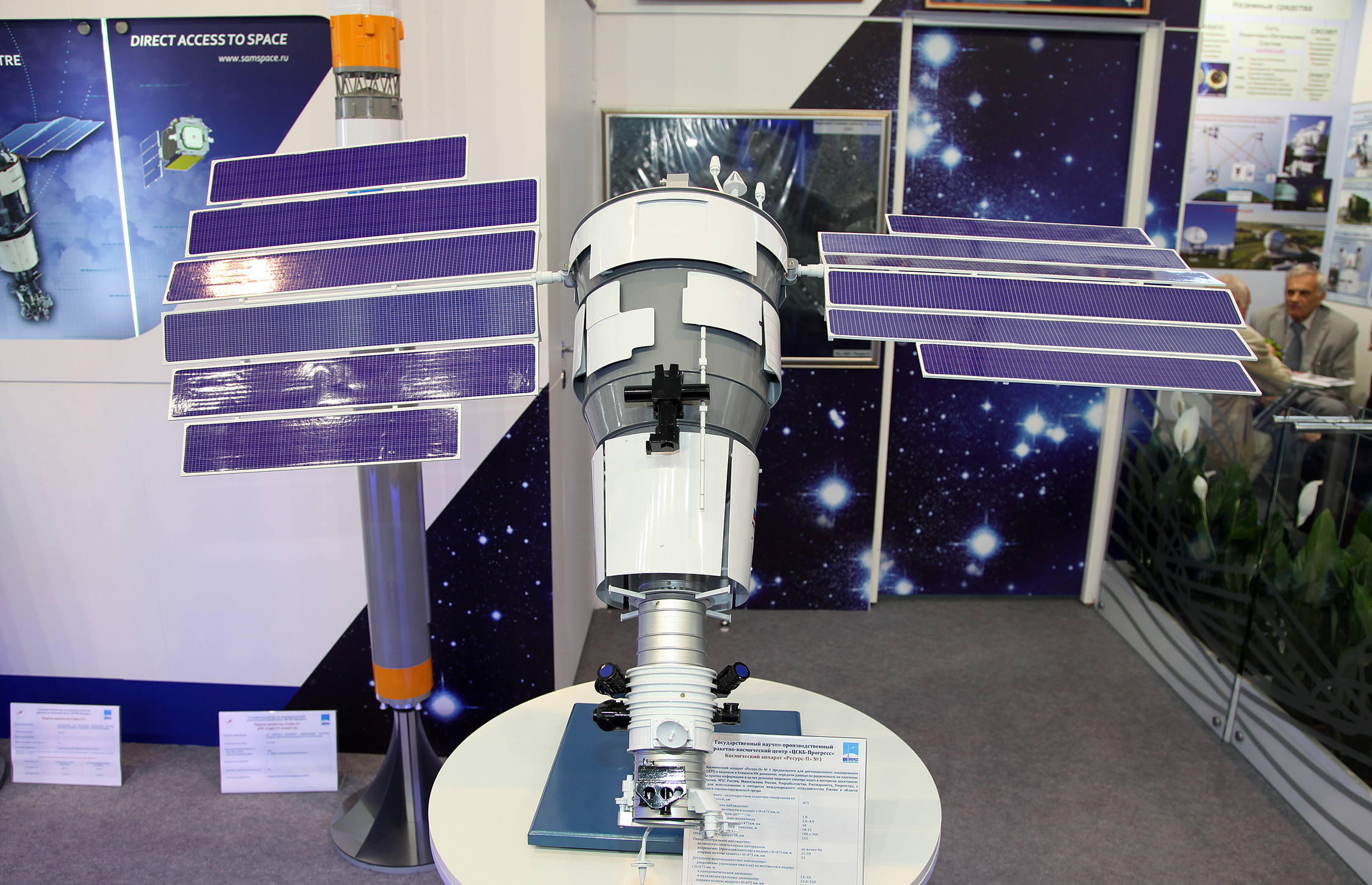
Maquette de Resours-P au Salon international aérospatial de Moscou, en 2013.

Resours-P (en russe : Ресурс-П, перспективный, P pour « prospection ») est une série de satellites d'observation de la Terre commerciaux russes capables d'obtenir des images haute résolution (jusqu'à 1,0 m). Les satellites sont opérés par Roscosmos et succèdent au satellite Resours-DK1.
Les satellite sont conçus pour la télédétection multispectrale de la surface de la Terre afin d'acquérir des images visibles de haute qualité en temps quasi réel ainsi que la transmission de données en ligne par liaison radio et de fournir à un large éventail de consommateurs des traitements de données à valeur ajoutée.

## Caractéristiques
Les satellites Resours-P sont construits par la société spatiale russe TsSKB Progress à Samara, en Russie. Il s'agit d'une version modifiée du satellite de reconnaissance militaire Iantar-4KS1 (Terilen). D'une masse de 6570 kg, ils sont placés sur une orbite héliosynchrone. Ils sont stabilisés trois axes. Leur durée de vie prévue est d'au moins cinq ans. La précision de localisation au sol est de 10 mètres. La zone d’imagerie quotidienne maximale est de 1 000 000 km2.
Resours (Ресурс) est le mot russe pour « Ressource ». La lettre П représente « перспективный » (« prospection »).

### Système optique
- Type : téléobjectif apochromatique
- Distance focale : 4000 mm
- Diamètre de l'objectif : 500 mm
- Ouverture relative: 1: 8
- Champ de vision: 5° 12'

### Bandes
- 0.58-0.8 µm panchromatique
- 0.45-0.52 µm bleu
- 0.52-0.6 µm vert
- 0.61-0.68 µm rouge
- 0.72-0.8 µm visible/infrarouge proche
- 0.8-0.9 µm infrarouge proche

### Résolution spatiale

#### Panchromatique
- À 475 km d'altitude :

<1,0 m pour l'observation détaillée détaillée et de 3,0 à 4,0 m pour l'observation en largeur

#### Multispectral
- Mode monochromatique : 12 – 60 m
- Mode panchromatique : 24 – 120 m

#### Hyperspectral
Maximum 30 m

### Résolution temporelle
Le taux de revisite est une fois tous les 3 jours.

### Bande d'imagerie
Largeur de bande à l'altitude de 475 km :
- Caméra panchromatique : 38 km
- Caméra multispectrale : 97 km (mode monochromatique) / 441 km (mode panchromatique)
- Imageur hyper-spectral : 25 km

## Historique des lancements
| Nom         | Date de lancement        | Site de lancement | Lanceur     | Identifiant COSPAR | Notes |
| ----------- | ------------------------ | ----------------- | ----------- | ------------------ | --- |
| Resours-P 1 | 25 juin 2013 à 21:28:48  | Baïkonour         | Soyouz-2.1b | 2013-030A          | Retiré en 2022. Le satellite se fragmente en plusieurs débris le 26 juin 2024. |
| Resours-P 2 | 26 décembre 2014 à 21:55 | Baïkonour         | Soyouz-2.1b | 2014-087A          | Lancé avec le détecteur de particules à haute énergie Koronas-Nuklon (étude du rayonnement cosmique) de l'Université d'État de Moscou. Retiré en 2018 après plusieurs pannes en 2016, 2017. |
| Resours-P 3 | 13 mars 2016 à 21:56     | Baïkonour         | Soyouz-2.1b | 2016-016A          | Rentré dans l'atmosphère le 17 octobre 2023, n'a fonctionné que 5 mois sur 5 ans prévus. |
| Resours-P 4 | 31 mars 2024             | Baïkonour         | Soyouz-2.1b | 2024-061A          | Mis en service en juin 2024. |
| Resours-P 5 | 25 décembre 2024         | Baïkonour         | Soyouz-2.1b |                    | |